# تاتيانا كرافشينكو
تاتيانا كرافشينكو (بالروسية: Татьяна Эдуардовна Кравченко)‏ هي ممثلة روسية (وحملت سابقاً جنسية الاتحاد السوفيتي)، ولدت في 9 ديسمبر 1953 في دونيتسك في أوكرانيا. من الجوائز التي نالتها فنان الشعب الروسي سنة 2002، وسنة 2014.

## جوائز
- فنان الشعب الروسي (2002)
- نيشان الشرف (2014)

## وصلات خارجية
- تاتيانا كرافشينكو على موقع IMDb (الإنجليزية)
- تاتيانا كرافشينكو على موقع قاعدة بيانات الفيلم (الإنجليزية)
- تاتيانا كرافشينكو على موقع كينوبويسك (الروسية)